# 白雉魚形介
白雉魚形介（学名：Paradoxostoma paichihiae）为魚形介科魚形介屬下的一个种。